# Natação nos Jogos Pan-Americanos de 2019
As competições de natação nos Jogos Pan-Americanos de 2019 foram realizadas em Lima, no Centro Aquático de lima, para as provas em piscina, e na Laguna Bujama para a maratona aquática. Foram disputadas 38 provas, sendo 18 masculinas, 18 femininas e duas mistas, nos dias 4 de agosto (maratona aquática) e entre 6 a 10 de agosto. 
Para não conflitar com as disputas do Campeonato Mundial de Esportes Aquáticos, com inicio próximo ao Pan, os eventos em piscina foram resumidos em cinco dias de disputas e a maratona aquática foi antecipada para o primeiro final de semana dos Jogos. 

## Calendário
| Julho/ Agosto      | Julho/ Agosto     | 24 | 25 | 26 | 27 | 28 | 29 | 30 | 31 | 1 | 2 | 3 | 4 | 5 | 6 | 7 | 8 | 9 | 10 | 11 |
| ------------------ | ----------------- | -- | -- | -- | -- | -- | -- | -- | -- | - | - | - | - | - | - | - | - | - | -- | -- |
| Esportes aquáticos | Natação           |    |    |    |    |    |    |    |    |   |   |   |   |   | 8 | 7 | 9 | 6 | 6  |    |
| Esportes aquáticos | Maratona Aquática |    |    |    |    |    |    |    |    |   |   |   | 2 |   |   |   |   |   |    |    |

|  | Dia de competição |  | Dia de final |

## Medalhistas

### Masculino
| Evento                        | Ouro | Ouro      | Prata | Prata     | Bronze | Bronze    |
| ----------------------------- | --- | --------- | --- | --------- | --- | --------- |
| 50 metros livre detalhes      | Bruno Fratus BRA Brasil | 21.61     | Nathan Adrian USA Estados Unidos | 21.89     | Michael Chadwick USA Estados Unidos | 21.99     |
| 100 metros livre detalhes     | Marcelo Chierighini BRA Brasil | 48.09     | Nathan Adrian USA Estados Unidos | 48.17     | Michael Chadwick USA Estados Unidos | 48.88     |
| 200 metros livre detalhes     | Fernando Scheffer BRA Brasil | 1:46.68   | Breno Correia BRA Brasil | 1:47.47   | Drew Kibler USA Estados Unidos | 1:47.71   |
| 400 metros livre detalhes     | Andrew Abruzzo USA Estados Unidos | 3:48.41   | Fernando Scheffer BRA Brasil | 3:49.60   | Luiz Altamir Melo BRA Brasil | 3:49.91   |
| 800 metros livre detalhes     | Andrew Abruzzo USA Estados Unidos | 7:54.70   | Miguel Valente BRA Brasil | 7:56.37   | Ricardo David Vargas Jacobo MEX México | 7:56.78   |
| 1500 metros livre detalhes    | Guilherme Costa BRA Brasil | 15:09.93  | Nicholas Sweetser USA Estados Unidos | 15:14.24  | Ricardo David Vargas Jacobo MEX México | 15:14.99  |
| 100 metros costas detalhes    | Daniel Carr USA Estados Unidos | 53.50     | Guilherme Guido BRA Brasil | 53.54     | Dylan Carter TTO Trinidad e Tobago | 54.42     |
| 200 metros costas detalhes    | Daniel Carr USA Estados Unidos | 1:58.13   | Nicholas Alexander USA Estados Unidos | 1:58.30   | Leonardo de Deus BRA Brasil | 1:58.73   |
| 100 metros peito detalhes     | João Luiz Gomes Júnior BRA Brasil | 59.51     | Cody Miller USA Estados Unidos | 59.57     | Kevin Cordes USA Estados Unidos | 1:00.27   |
| 200 metros peito detalhes     | Willian Licon USA Estados Unidos | 2:07.62   | Nicolas Fink USA Estados Unidos | 2:08.16   | Miguel Alejandro de Lara Ojeda MEX México | 2:11.23   |
| 100 metros borboleta detalhes | Thomas Shields USA Estados Unidos | 51.59     | Luis Carlos Martinez Mendez GUA Guatemala | 51.63     | Vinicius Lanza BRA Brasil | 51.88     |
| 200 metros borboleta detalhes | Leonardo de Deus BRA Brasil | 1:55.86   | Samuel Pomajevich USA Estados Unidos | 1:57.35   | Jonathan Gómez COL Colômbia | 1:57.75   |
| 200 metros medley detalhes    | William Lincon USA Estados Unidos | 1:59.13   | Caio Pumputis BRA Brasil | 2:00.12   | Leonardo Coelho Santos BRA Brasil | 2:00.29   |
| 400 metros medley detalhes    | Charles Swanson USA Estados Unidos | 4:11.46   | Leonardo Coelho Santos BRA Brasil | 4:19.41   | Brandonn Almeida BRA Brasil | 4:21.10   |
| 4x100 metros livre detalhes   | Breno Correia Marcelo Chierighini Bruno Fratus Pedro Spajari BRA Brasil                                                                    | 3:12.61   | Drew Kibler Grant House Michael Chadwick Nathan Adrian USA Estados Unidos                                                                             | 3:14.94   | Gabriel Castaño Garcia Daniel Zabdiel Ramirez Carranza Jorge Andres Iga Cesar Long Yuan Migue Gutiérrez Feng MEX México                      | 3:17.70   |
| 4x200 metros livre detalhes   | Breno Correia Fernando Scheffer João de Lucca Luiz Altamir Melo BRA Brasil                                                                 | 7:10.66   | Christopher Wieser Drew Kibler Grant House Samuel Pomajevich USA Estados Unidos                                                                       | 7:14.82   | Jorge Andres Iga Cesar José Angel Martínez Gómez Long Yuan Migue Gutiérrez Feng Ricardo David Vargas Jacobo MEX México                       | 7:19.43   |
| 4x100 metros medley detalhes  | Daniel Carr Nathan Adrian Nicolas Fink Thomas Shields Matthew Josa* Michael Chadwick* Nicholas Alexander* Nicolas Fink* USA Estados Unidos | 3:30.25   | Guilherme Guido João Luiz Gomes Júnior Marcelo Chierighini Vinicius Lanza Breno Correia* Felipe Lima* Leonardo de Deus* Luiz Altamir Melo* BRA Brasil | 3:30.98   | Agustin Hernandez Federico Grabich Gabriel Osvaldo Morelli Santiago Grassi Gabriel Osvaldo Morelli* Guido Alejandro Buscaglia* ARG Argentina | 3:38.41   |
| Maratona 10 km detalhes       | Esteban Enderica ECU Equador | 1:53:46.7 | Taylor Abbott USA Estados Unidos | 1:54:02.7 | Victor Colonese BRA Brasil | 1:54:03.6 |

* Nadadores que só participaram das eliminatórias da prova, mas que também recebem medalhas.

### Feminino
| Evento                        | Ouro | Ouro      | Prata | Prata     | Bronze | Bronze    |
| ----------------------------- | --- | --------- | --- | --------- | --- | --------- |
| 50 metros livre detalhes      | Etiene Medeiros BRA Brasil                                                                                                   | 24.88     | Margo Geer USA Estados Unidos | 25.03     | Madison Kennedy USA Estados Unidos | 25.14     |
| 100 metros livre detalhes     | Margo Geer USA Estados Unidos                                                                                                | 54.17     | Alexia Zevnik CAN Canadá | 55.04     | Larissa Oliveira BRA Brasil | 55.25     |
| 200 metros livre detalhes     | Claire Rasmus USA Estados Unidos                                                                                             | 1:58.64   | Meaghan Raab USA Estados Unidos | 1:58.70   | Larissa Oliveira BRA Brasil | 1.59:78   |
| 400 metros livre detalhes     | Delfina Pignatiello ARG Argentina                                                                                            | 4:10.86   | Danica Ludlow CAN Canadá | 4:11.97   | Alyson Ackman CAN Canadá | 4:12.05   |
| 800 metros livre detalhes     | Delfina Pignatiello ARG Argentina                                                                                            | 8:29.42   | Mariah Denigan USA Estados Unidos | 8:34.18   | Viviane Jungblut BRA Brasil | 8:36.04   |
| 1500 metros livre detalhes    | Delfina Pignatiello ARG Argentina                                                                                            | 16:16.54  | Kristel Ariane Kobrich Schimpl CHI Chile | 16:18.19  | Rebecca Mann USA Estados Unidos | 16:23.23  |
| 100 metros costas detalhes    | Phoebe Bacon USA Estados Unidos                                                                                              | 59.47     | Danielle Franci Hanus CAN Canadá | 1:00.34   | Etiene Medeiros BRA Brasil | 1:00.67   |
| 200 metros costas detalhes    | Alexandra Walsh USA Estados Unidos                                                                                           | 2:08.30   | Isabelle Stadden USA Estados Unidos | 2:08.39   | Mackenzie Eliza Glover CAN Canadá | 2:10.95   |
| 100 metros peito detalhes     | Anne Lazor USA Estados Unidos                                                                                                | 1:06.94   | Julia Sebastián ARG Argentina | 1:07.09   | Fé Knelson CAN Canadá | 1:07.42   |
| 200 metros peito detalhes     | Anne Lazor USA Estados Unidos                                                                                                | 2:21.40   | Bethany Galat USA Estados Unidos | 2:21.84   | Julia Sebastian ARG Argentina | 2:25.43   |
| 100 metros borboleta detalhes | Kendyl Stewart USA Estados Unidos                                                                                            | 58.49     | Danielle Franci Hanus CAN Canadá | 58.93     | Sarah Gibson USA Estados Unidos | 59.11     |
| 200 metros borboleta detalhes | Virginia Bardach ARG Argentina                                                                                               | 2:10.87   | Mary-Sophie Harvey CAN Canadá | 2:11.68   | Meghan Small USA Estados Unidos | 2:12.51   |
| 200 metros medley detalhes    | Alexandra Walsh USA Estados Unidos                                                                                           | 2:11.24   | Meghan Small USA Estados Unidos | 2:11.36   | Bailey Andison CAN Canadá | 2:14.14   |
| 400 metros medley detalhes    | Tessa Camille Cieplucha CAN Canadá                                                                                           | 4:39.90   | Virginia Bardach ARG Argentina | 4:41.05   | Mary-Sophie Harvey CAN Canadá | 4:43.20   |
| 4x100 metros livre detalhes   | Claire Rasmus Kendyl Stewart Lia Neal Margo Geer USA Estados Unidos                                                          | 3:39.59   | Daynara de Paula Etiene Medeiros Larissa Oliveira Manuella Lyrio BRA Brasil                                                                                            | 3:40.39   | Alexia Zevnik Alyson Patricia Ackman Katerine Savard Kyla Anne Leibel CAN Canadá                                                                       | 3:41.01   |
| 4x200 metros livre detalhes   | Alexandra Walsh Claire Rasmus Meaghan Raab Sarah Gibson USA Estados Unidos                                                   | 7:57.33   | Alyson Patricia Ackman Danica Christin Ludlow Katerine Savard Mary-Sophie Harvey CAN Canadá                                                                            | 7:59.16   | Aline da Silva Rodrigues Gabrielle Roncatto Larissa Oliveira Manuella Lyrio BRA Brasil                                                                 | 8:07.77   |
| 4x100 metros medley detalhes  | Anne Lazor Kendyl Stewart Margo Geer Phoebe Bacon Isabelle Stadden* Lia Neal* Molly Hannis* Sarah Gibson* USA Estados Unidos | 3:57.64   | Alexia Zevnik Danielle Franci Faith Anya Knelson Haley Monica Le Black Alyson Patricia Ackman* Katerine Savard* Mackenzie Eliza Glover* Mary-Sophie Harvey* CAN Canadá | 4:01.90   | Etiene Medeiros Giovanna Diamante Jhennifer Conceição Larissa Oliveira Daynara de Paula* Fernanda de Goeij* Manuella Lyrio* Pamela Alencar* BRA Brasil | 4:04.96   |
| Maratona 10 km detalhes       | Ana Marcela Cunha BRA Brasil                                                                                                 | 2:00:51.9 | Cecilia Biagioli ARG Argentina | 2:01:23.2 | Viviane Jungblut BRA Brasil | 2:01:24.0 |

* Nadadoras que só participaram das eliminatórias da prova, mas que também recebem medalhas.

### Misto
| Evento                                    | Ouro | Ouro    | Prata | Prata   | Bronze | Bronze  |
| ----------------------------------------- | --- | ------- | --- | ------- | --- | ------- |
| Revezamento 4x100 m livre misto detalhes  | Claire Rasmus Margo Geer Michael Chadwick Nathan Adrian Alexandra de Loof* Andrew Abruzzo* Charles Swanson* Madison Kennedy* USA Estados Unidos             | 3:24.84 | Breno Correia Etiene Medeiros Larissa Oliveira Marcelo Chierighini Camila Mello* João de Lucca* Lorrane Versiani Ferreira* Pedro Spajari* BRA Brasil | 3:25.97 | Daniel Zabdiel Ramirez Carranza Jorge Andres Iga Cesar Maria José Mata Cocco Monika González Hermosillo José Angel Martínez Gómez* Marie Ximena Conde Merlos* Tayde Ana Sofia Revilak Fonseca* MEX México | 3:31.36 |
| Revezamento 4x100 m medley misto detalhes | Giovanna Diamante Guilherme Guido João Luiz Gomes Júnior Larissa Oliveira Jhennifer Conceição* Leonardo de Deus* Manuella Lyrio* Vinícius Lanza* BRA Brasil | 3:48.61 | Alexia Zevnik Danielle Franci Hanus James Dergousoff Javier Carlos Acevedo Haley Black* Kyla Anne Leibel* CAN Canadá                                 | 3:49.97 | Andrea Eliana Berrino Federico Grabich Julia Sebastian Santiago Grassi Florencia Perotti* Lautaro Rodriguez* Roberto Ivan Strelkov* Virginia Bardach* ARG Argentina                                       | 3:50.53 |

* Nadadores que só participaram das eliminatórias da prova, mas que também recebem medalhas.

## Classificação
Um total de 350 nadadores se qualificaram na piscina e um total de 40 nadadores adicionais na maratona também se qualificaram. Como país anfitrião, o Peru qualificou automaticamente 18 competidores masculinos e 18 femininos na piscina. 

## Quadro de medalhas
| Ordem | País                  | Medalha de ouro | Medalha de prata | Medalha de bronze |     |
| ----- | --------------------- | --------------- | ---------------- | ----------------- | --- |
| 1     | USA Estados Unidos    | 21              | 15               | 9                 | 45  |
| 2     | BRA Brasil            | 11              | 9                | 12                | 32  |
| 3     | ARG Argentina         | 4               | 4                | 3                 | 11  |
| 4     | CAN Canadá            | 1               | 8                | 6                 | 15  |
| 5     | ECU Equador           | 1               |                  |                   | 1   |
| 6     | CHI Chile             |                 | 1                |                   | 1   |
|       | GUA Guatemala         |                 | 1                |                   | 1   |
| 8     | MEX México            |                 |                  | 6                 | 6   |
| 9     | COL Colômbia          |                 |                  | 1                 | 1   |
|       | TTO Trinidad e Tobago |                 |                  | 1                 | 1   |
| TOTAL | TOTAL                 | 38              | 38               | 38                | 114 |